# T-38
T-38 là một xe tăng lội nước hạng nhẹ được sản xuất tại Liên Xô (đôi khi trong các tài liệu gọi là xe tăng siêu nhẹ). Xe được phát triển vào năm 1936 trên cơ sở xe tăng T-37A và về cơ bản là một phiên bản cải tiến của nó. Trong quá trình sản xuất hàng loạt từ năm 1936 đến năm 1939, 1940 chiếc T-38 đã được sản xuất.
Trong Hồng quân Công nhân và Nông dân, chiếc xe này được thiết kế cho các nhiệm vụ liên lạc, trinh sát và chiến đấu bảo vệ các đơn vị trên đường hành quân, cũng như hỗ trợ trực tiếp cho bộ binh trên chiến trường. T-38 được sử dụng đại trà trong chiến dịch Ba Lan của Hồng quân năm 1939, chiến tranh Liên Xô-Phần Lan 1939-1940 và trong các trận chiến của thời kỳ đầu Chiến tranh Vệ quốc Vĩ đại. Những chiếc xe tăng duy nhất còn sót lại của loại này đã chiến đấu ở mặt trận cho đến tận năm 1944, và trong các đơn vị huấn luyện và tiểu đơn vị hậu phương, chúng được sử dụng cho đến khi chiến tranh kết thúc.

## Biến thể
- T-38RT (1937) - Phiên bản trang bị đài vô tuyến 71-TK-1.
- OT-38 (1937) - Phiên bản trang bị súng phun lửa, chỉ là nguyên mẫu.
- T-38M1 (1938) -  Phiên bản sửa đổi thử nghiệm với trọng lượng rẽ nước tăng thêm 600 kg, hệ thống treo mới và hệ thống đẩy. Được coi là quá phức tạp để sản xuất hàng loạt.
- T-38M2 (1938) -  Biến thể cải tiến hộp số và thay thế động cơ bằng GAZ M1. 10 xe tăng loạt thử nghiệm được chế tạo, nhưng bị từ chối để phát triển xe tăng T-40.
- T-38TU -  Phiên bản chỉ huy có thêm ăng ten radio.
- SU-45 (1936) - Pháo tự hành 45 mm (thử nghiệm).
- T-38TT (1939) - Bản thử nghiệm xe tăng điều khiển từ xa (teletank).
- T-38 with ShVAK (1944) - Bản nâng cấp các xe tăng hiện có với pháo ShVAK được tái sử dụng từ xe tăng T-40 hoặc T-60. Khoảng 120 chiếc được chuyển đổi, bao gồm cả T-37A đã được chuyển đổi giống hệt nhau.

## Nhà khai thác
Liên Xô - Nhà sản xuất
 Phần Lan - Ít nhất 19 xe tăng bị bắt<ref>М. Б. Барятинский. (Lỗi Lua: bad argument #2 to 'formatDate': invalid timestamp '1 tháng 1'.). Бронетанковая техника стран Европы 1939—1945. tr. 21. {{Chú thích sách}}: Kiểm tra giá trị ngày tháng trong: |date= (trợ giúp)</ref>
 Đức Quốc Xã - Một số lượng tương đối ít xe tăng bị bắt
 Romania - Ít nhất ba xe tăng bị bắt
 Hungary - Một số T-37A và / hoặc có thể là T-38